# Pegasus Project
The Pegasus Project is een samenwerkingsverband van meer dan tachtig journalisten en zeventien mediabedrijven in twintig landen, voor onderzoek naar het gebruik van de door het Israëlische bedrijf NSO Group ontwikkelde spyware (spionage-software), in het bijzonder diens paradepaardje "Pegasus". Het project startte in juli 2021, toen een lijst van meer dan 50.000 telefoonnummers uit bijna vijftig landen bekend werd, die verondersteld worden te zijn gehackt met behulp van de Pegasus-software.
Volgens Amnesty International wordt de spyware van NSO Group gebruikt om mensenrechtenschendingen over de hele wereld op grote schaal mogelijk te maken en is het het favoriete wapen van repressieve regeringen om journalisten en activisten het zwijgen willen opleggen.

## Start van het Project
Het Pegasus Project ging op 18 juli 2021 officieel van start met de publicatie van het Amnesty-rapport "Forensic Methodology Report: How to catch NSO Group’s Pegasus". Dit rapport presenteert de resultaten van een onderzoek tussen 2014 en juli 2021 naar aanvallen die zijn gepleegd met behulp van de Pegasus-software van NSO Group. Hiervoor werden talrijke mobiele apparaten onderzocht.
Bij de start van het Project werd samengewerkt door meer dan 80 journalisten van 17 media-organisaties in 10 landen. Het wordt gecoördineerd door de Franse non-profitorganisatie Forbidden Stories met technische ondersteuning van Amnesty International Security Lab. Veel onderzoek wordt gedaan door het Canadese Citizen Lab van de Universiteit van Toronto. De onderzoeksmethode van Amnesty is door Citizen Lab onafhankelijk beoordeeld en goed bevonden.

## Het eerste onderzoek
Forbidden Stories en Amnesty International hadden toegang tot een gelekte lijst met meer dan 50.000 telefoonnummers die in verband werden gebracht met NSO Group. De nummers waren van onder meer politici, mensenrechtenactivisten, journalisten, advocaten en politieke dissidenten. Volgens het onderzoek was onder andere de telefoon van de in 2017 vermoorde Mexicaanse journalist Cecilio Pineda besmet met Pegasus, evenals de telefoons van naasten van de vermoorde journalist uit Saudi-Arabië Jamal Khashoggi.
Onder andere The Guardian, Le Monde, Süddeutsche Zeitung en The Washington Post werkten mee aan het onderzoek. Een van de conclusies die men uit het onderzoek zou kunnen trekken is dat journalisten met behulp van deze software monddood kunnen worden gemaakt en dat regeringen het kunnen gebruiken om tegenstanders uit te schakelen.
Als reactie op het onderzoek zei NSO Group dat het alle "cliënten" aan wie het de spyware heeft verkocht van tevoren grondig onderzoekt, en dat deze beloven dat Pegasus alleen wordt ingezet om criminelen en terroristen op te sporen.

## Vervolg-onderzoek
In reactie op onthullende rapporten paste NSO Group voortdurend de Pegasus infrastructuur van websites, servers en VPS’s aan. Na het verschijnen een AI-rapport in augustus 2018, waarin de complete lijst van Pegasus-domeinen werd gepubliceerd, werd de derde structuurversie snel ontmanteld en vervangen door een complexere gelaagde structuur. In November 2019 werd een groot aantal nieuwe internetdomeinen geregistreerd. De onderzoekers identificeerden in de vierde versie 700 door Pegasus gebruikte domeinen.,H9
In december 2020 werd een rapport onthuld over de zero-click exploits die Pegasus toepast om de spyware zonder tussenkomst van het doelwit op het mobiele apparaat te activeren. Daarmee werden 36 telefoons van medewerkers van Al Jazeera gehackt en die van een Londense journalist van Al Araby TV. De gehackte apparaten werden gebruikt om Pegasus te onderzoeken en een infectie werd live geobserveerd. De telefoons werden gevolgd vanuit 4 afzonderlijke clusters van servers van NSO Group, die met grote waarschijnlijkheid zijn te koppelen aan Saoedi-Arabië en de Verenigde Arabische Emiraten. De hacks worden gelinked aan de jarenlange boycot van Qatar door de drie Golfstaten Saoedi-Arabië, VAE en Bahrein, en Egypte. Het rapport maakt melding van aanvallen op journalisten door China, Rusland, Ethiopië, Mexico, de Emiraten en Saoedi-Arabië.
Na het verschijnen van het december 2020-rapport begon begin 2021 de ontmanteling van de vierde Pegasus infrastructuur. NSO Group ging nu meer gebruik maken van clouddiensten, zoals Amazon CloudFront. Hiermee vermindert het risico op identificatie, omdat dit beschermd tegen een aantal internet scanning-technieken.,H9

## De Pegasus spyware
Met behulp van het programma Pegasus kan een externe partij toegang krijgen tot alle informatie op een telefoon zonder dat de eigenaar hiervan weet. De te bespioneren telefoonnummers kunnen door de gebruikers van het programma zelf worden uitgekozen. Er is geen bewijs dat NSO Group bij deze selectie betrokken is geweest.

## Partner-media
(lijst per september 2021)
1. Aristegui Noticias (Mexico)
2. Daraj (Lebanon)[9]
3. Die Zeit (Germany)
4. Direkt36 (Hungary)
5. Forbidden Stories (France)
6. The Guardian (U.K.)
7. Haaretz (Israel)
8. Knack (Belgium)
9. Le Monde (France)
10. Le Soir (France)
11. OCCRP (globaal)
12. PBS Frontline (U.S.)
13. Proceso (Mexico)
14. Radio France (France)
15. Süddeutsche Zeitung (Germany)
16. The Washington Post (U.S.)
17. The Wire (India)